# Jaldhaka

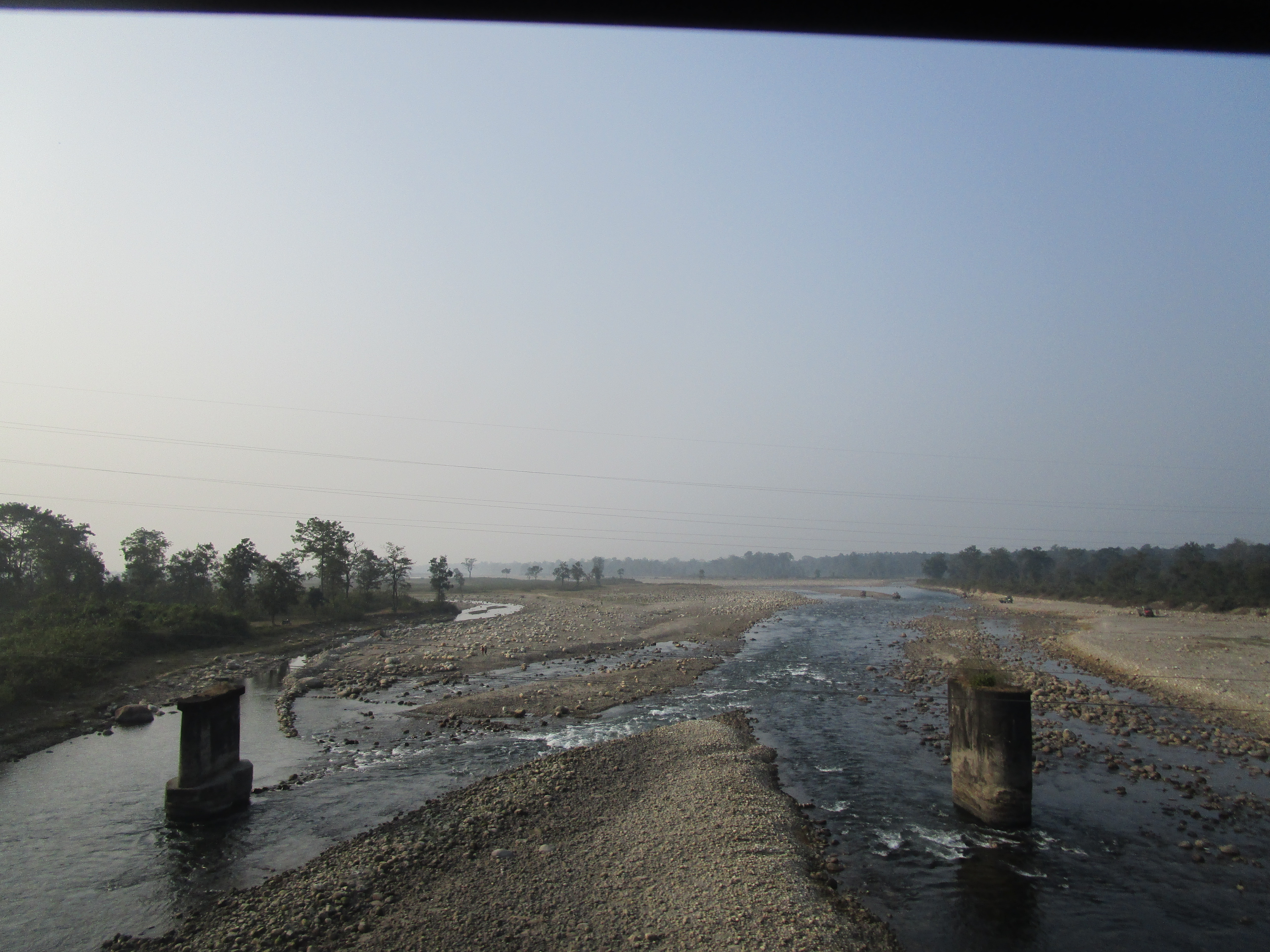
Río Jaldhaka

Jaldhaka (nepalí: जलढका Jalḍhaka) es un río transfronterizo con una longitud de 192 kilómetros que nace en el lago Kupup o Bitang entre el sudeste de Sikkim y Bután en el Himalaya oriental con el nombre de De-chu y discurre hacia el sur. Primero marca el límite del distrito de Darjeeling con Bután; atraviesa el distrito de Jalpaiguri y el distrito de Cooch Behar (ambos de Bengala Occidental, India) y entra a Bangladés en el distrito de Lalmonirhat donde se une al Dharla o Torsha (cerca de Durgarpur y de Gitaldaha). Desemboca en el Brahmaputra en el distrito de Kurigram. Debido a que traspasa varias fronteras internacionales, solo una pequeña extensión del río se encuentra en Bangladés.
Los principales afluentes en la parte superior son el Paralang-chu, Rang-chu, y Ma-chu, todos por la derecha; en la parte final de su curso sus principales afluentes son el Murti, Come, Mujnai, Satanga, Duduyi, Dolang y Dalkhoa.